# Меденичи
Меде́ничи (Меденичи — с 1395 г., Медени́ца — с 1533 г., Меденичи — с 1989 г.) — посёлок в Дрогобычском районе Львовской области Украины. Административный центр Меденичской поселковой общины. Ближайшая железнодорожная станция — Дрогобыч. Через Меденичи протекает река Летнянка.

## История
В 1395 году получил название Меденичи.
В 1533 году получил название Медени́ца.

### В Польской Республике
С 23 декабря 1920 года до 28 сентября 1939 года в Польской Республике.
1 сентября 1939 года германские войска напали на Польскую Республику, началась Германо-польская война 1939 года. К середине сентября они продвинулись вглубь территории.
С 17 сентября 1939 года войска Украинского фронта Красной Армии вступили в восточные районы Польской Республики. Поход закончился подписанием 28 сентября 1939 года Договора о дружбе и границе между СССР и Германией. См.
27 октября 1939 года установлена Советская власть.

### В Советском Союзе
C 14 ноября 1939 года в составе Украинской Советской Социалистической Республики Союза Советских Социалистических Республик.
С 4 декабря 1939 года в Дрогобычской области (Указ Президиума Верховного совета СССР от 4 декабря 1939 года).
17 января 1940 года стал центром Меденицкого района Дрогобычской области (Указ Президиума Верховного совета СССР от 17 января 1940 года).
В 1940 году в УССР получил статус посёлка городского типа.
На 1 сентября 1946 года посёлок городского типа в составе Дрогобычской области.
21 мая 1959 года перешёл из состава Дрогобычской области в состав Львовской области.

В 1972 году Меденица посёлок городского типа в Дрогобычском районе Львовской области УССР, в 18 км от железнодорожной станции Дрогобыч (на линии Львов — Трускавец). Имелись предприятия пищевой промышленности; комбикормовый завод.
23 октября 1989 года восстановлено название Меденичи.